# ستالينغراد (فلم 1989)
ستالينغراد (الروسية: Сталинград) (بالألمانية: Stalingrad) ، هي فيلم عالمي مشترك لشركات النشر في روسيا وألمانيا الشرقية والولايات المتحدة وتشيكوسلوفاكيا، إخراج المخرج يوري أوزيروف تحدث القصة حول أحداث الحرب العالمية الثانية وبالتحديد موقعة ستالينغراد، شارك فيه الممثل الأمريكي براد فريدل في دور السوفيتي بجانب الممثلين الروس والألمان الشرقيين، هي من إنتاج شركات أجنبية ومنها موسوفيلم السوفيتية وشركة وارنر برذرز الأمريكية سنة 1990م.

## وصلة خارجية
- ستالينغراد على موقع IMDb (الإنجليزية)
- ستالينغراد على موقع أول موفي (الإنجليزية)
- ستالينغراد على موقع فيلمافينيتي (الإسبانية)
- ستالينغراد على موقع قاعدة بيانات الفيلم (الإنجليزية)
- ستالينغراد على موقع ليتربوكسد (الإنجليزية)
- ستالينغراد على موقع كينوبويسك (الروسية)